# La venda
A La venda (magyarul: A kötés) Miki Núñez spanyol énekes dala, amellyel Spanyolországot képviselte a 2019-es Eurovíziós Dalfesztiválon, Tel-Avivban.

## Az Eurovíziós Dalfesztiválon
2019. január 20-án vált hivatalossá, hogy az alábbi dalt választotta ki a közönség a spanyol televízió  által rendezett Operación Triunfo 2018 című műsor Eurovíziós gáláján, hogy képviselje Spanyolországot az elkövetkezendő Eurovíziós Dalfesztiválon. A dal eurovíziós változatát 2019. március 7-én mutatták be.
Mivel az ország tagja az automatikusan döntős "Öt Nagy" országnak a dalfesztiválon, ezért a dalt először a május 18-i döntőben adták elő, fellépési sorrendben utolsóként az ausztrál Kate Miller-Heidke Zero Gravity című dala után. A szavazás során összesen 58 pontot szerzett, Portugália nézőitől begyűjtve a maximális 12 pontot. Ez a huszonkettedik helyet jelentette a huszonhat fős mezőnyben.
A következő spanyol induló Blas Cantó Universo című dala lett volna a 2020-as Eurovíziós Dalfesztiválon.

## Külső hivatkozások
- Dalszöveg (angol nyelven)
- A dal előadása az Operación Triunfo eurovíziós gáláján. YouTube-videó, Eurovision Song Contest, 2019. február 22.
- A dal videóklippje. YouTube-videó, Eurovision Song Contest, 2019. március 9.
- A dal előadása a döntőben. YouTube-videó, Eurovision Song Contest, 2019. május 18.